# Montenegrinischer Fußballpokal 2014/15
Der Montenegrinischer Fußballpokal 2014/15 (Kup Crne Gore) war die neunte Austragung des Pokalwettbewerbs im Fußball in Montenegro seit der Unabhängigkeit im Juni 2006. Pokalsieger wurde der FK Mladost Podgorica, der sich im Finale gegen den OFK Petrovac durchsetzte. Titelverteidiger FK Lovćen Cetinje war im Viertelfinale gegen den späteren Finalisten ausgeschieden.
Durch den Sieg im Finale qualifizierte sich Mladost für die 1. Qualifikationsrunde der UEFA Europa League 2015/16.

## Modus
In der 1. Runde wurde der Sieger in einem Spiel ermittelt. Stand es nach der regulären Spielzeit von 90 Minuten unentschieden, kam es ohne Verlängerung direkt zum Elfmeterschießen.
Im Achtel-, Viertel- und Halbfinale wurden die Sieger in Hin- und Rückspiel ermittelt. Bei Torgleichheit entschied zunächst die Anzahl der auswärts erzielten Tore, danach ohne Verlängerung ein Elfmeterschießen.
Das Finale wurde dagegen im Falle eines Remis zunächst verlängert und gegebenenfalls durch Elfmeterschießen entschieden.

## Teilnehmende Teams
| Prva Liga (12) | Druga Liga (12) | Treća Liga (6) |
| --- | --- | --- |
| - FK Berane - FK Bokelj Kotor - FK Budućnost Podgorica - FK Grbalj Radanovići - FK Lovćen Cetinje - FK Mladost Podgorica - FK Mogren Budva - FK Mornar Bar - OFK Petrovac - FK Rudar Pljevlja - FK Sutjeska Nikšić - FK Zeta Golubovci | - FK Arsenal Tivat - FK Bratsvo Cijevna - FK Cetinje - FK Dečić Tuzi - FK Ibar Rožaje - FK Iskra Danilovgrad - FK Igalo 1929 - FK Jedinstvo Bijelo Polje - FK Jezero Plav - FK KOM Podgorica - FK Radnički Berane - FK Zabjelo | - FK Pljevlja 1997 (Sieger Nord) - FK Polimlje (Finalist Nord) - FK Grafičar Podgorica (Sieger Zentrum) - FK Čelik Nikšić (Finalist Zentrum) - FK Sloga Radovići (Sieger Süd) - FK Hajduk Bar (Finalist Süd) |

## 1. Runde
Die letztjährigen Finalisten FK Lovćen Cetinje und FK Mladost Podgorica erhielten ein Freilos.
| Datum      |                       | Ergebnis |                           |
| ---------- | --------------------- | -------- | ------------------------- |
| 24.09.2014 | FK Čelik Nikšić       | 0:1      | OFK Petrovac              |
| 24.09.2014 | FK Cetinje            | 1:3      | FK Zeta Golubovci         |
| 24.09.2014 | FK Ibar Rožaje        | 3:0      | FK Bokelj Kotor           |
| 24.09.2014 | FK Rudar Pljevlja     | 5:0      | FK Jedinstvo Bijelo Polje |
| 24.09.2014 | FK Jezero Plav        | 1:2      | FK Budućnost Podgorica    |
| 24.09.2014 | FK Polimlje           | 0:2      | FK Grbalj Radanovići      |
| 24.09.2014 | FK Sutjeska Nikšić    | 2:0      | FK Iskra Danilovgrad      |
| 24.09.2014 | FK Sloga Radovići     | 0:1      | FK Berane                 |
| 24.09.2014 | FK Hajduk Bar         | 0:2      | FK Mornar Bar             |
| 24.09.2014 | FK KOM Podgorica      | 1:4      | FK Mogren Budva           |
| 24.09.2014 | FK Bratsvo Cijevna    | 2:0      | FK Radnički Berane        |
| 24.09.2014 | FK Igalo 1929         | 3:1      | FK Arsenal Tivat          |
| 24.09.2014 | FK Zabjelo            | 2:4      | FK Dečić Tuzi             |
| 25.09.2014 | FK Grafičar Podgorica | 0:1      | FK Pljevlja 1997          |

## Achtelfinale
| Datum             |                      | Gesamt |                        | Hinspiel | Rückspiel |
| ----------------- | -------------------- | ------ | ---------------------- | -------- | --------- |
| 01.10./22.10.2014 | FK Mornar Bar        | 6:2    | FK Bratsvo Cijevna     | 3:2      | 3:0       |
| 01.10./22.10.2014 | FK Zeta Golubovci    | 9:1    | FK Dečić Tuzi          | 6:0      | 3:1       |
| 01.10./22.10.2014 | FK Grbalj Radanovići | 5:2    | FK Igalo 1929          | 2:0      | 3:2       |
| 01.10./22.10.2014 | FK Lovćen Cetinje    | 1:0    | FK Rudar Pljevlja      | 0:0      | 1:0       |
| 01.10./22.10.2014 | FK Mogren Budva      | 3:6    | FK Mladost Podgorica   | 1:5      | 2:1       |
| 01.10./22.10.2014 | FK Berane            | 3:4    | FK Sutjeska Nikšić     | 3:2      | 0:2       |
| 01.10./22.10.2014 | FK Pljevlja 1997     | 00:13  | FK Budućnost Podgorica | 0:4      | 0:9       |
| 01.10./22.10.2014 | FK Ibar Rožaje       | 1:3    | OFK Petrovac           | 1:1      | 0:2       |

## Viertelfinale
| Datum             |                      | Gesamt          |                        | Hinspiel | Rückspiel |
| ----------------- | -------------------- | --------------- | ---------------------- | -------- | --------- |
| 05.11./26.11.2014 | FK Grbalj Radanovići | 0:1             | FK Budućnost Podgorica | 0:0      | 0:1       |
| 05.11./26.11.2014 | OFK Petrovac         | 2:1             | FK Lovćen Cetinje      | 1:0      | 1:1       |
| 05.11./26.11.2014 | FK Sutjeska Nikšić   | 3:2             | FK Mornar Bar          | 3:0      | 0:2       |
| 05.11./26.11.2014 | FK Zeta Golubovci    | 0:0 (3:4 i. E.) | FK Mladost Podgorica   | 0:0      | 0:0       |

## Halbfinale
| Datum             |                    | Gesamt |                        | Hinspiel | Rückspiel |
| ----------------- | ------------------ | ------ | ---------------------- | -------- | --------- |
| 08.04./22.04.2015 | OFK Petrovac       | 1:0    | FK Budućnost Podgorica | 0:0      | 1:0       |
| 08.04./22.04.2015 | FK Sutjeska Nikšić | 0:4    | FK Mladost Podgorica   | 0:2      | 0:2       |

## Finale
| Paarung              | OFK Petrovac – FK Mladost Podgorica |
| Ergebnis             | 1:2 n. V. (1:1, 1:1) |
| Datum                | 20. Mai 2015 um 20:30 Uhr MESZ |
| Stadion              | Gradski Stadion pod Goricom, Podgorica |
| Zuschauer            | 3.500 |
| Schiedsrichter       | Miloš Savović |
| Tore                 | 0:1 Šćepanović (19.) 1:1 Knežević (27.) 1:2 Marković (106., Eigentor) |
| OFK Petrovac         | Nemanja Popović – Mirko Radišić, Boris Grbović, Nenad Vujović, Bojan Golubović – Jasmin Muhović (45. Stefan Popović), Marko Marković, Benjamin Kacić (66. Dejan Pepić), Ivan Knežević – Ivan Pejaković (103. Lazar Martinović), Danilo Tomić Cheftrainer: Milorad Malovrazić |
| FK Mladost Podgorica | Mileta Radulović – Dragan Obradović (60. Miloš Đalac), Luka Pejović, Milan Đurišić, Ivan Novović – Miroje Jovanović, Miloš Lakić, Goran Adamović (91. Luka Mirković), Ivan Vuković – Miloš Radulović (74. Bogdan Milić), Marko Šćepanović Cheftrainer: Aleksandar Nedović    |
| Gelbe Karten         | Knežević, Kacić, Radišić, Vujović – Adamović, Lakić, Đalac, Šćepanović, Jovanović |
| Platzverweise        | Popović (43.) – keine |